# Mariagården, Göteborg
Mariagården, tidigare Gamla fattighuset, vid Stampen i Göteborg. Adressen är Stampgatan 1A-C. Fastigheten blev
byggnadsminne enligt Kulturmiljölagen den 24 oktober 1968. Sedan 1991 ingår byggnaden i Higabs fastighetsbestånd.

## Beskrivning

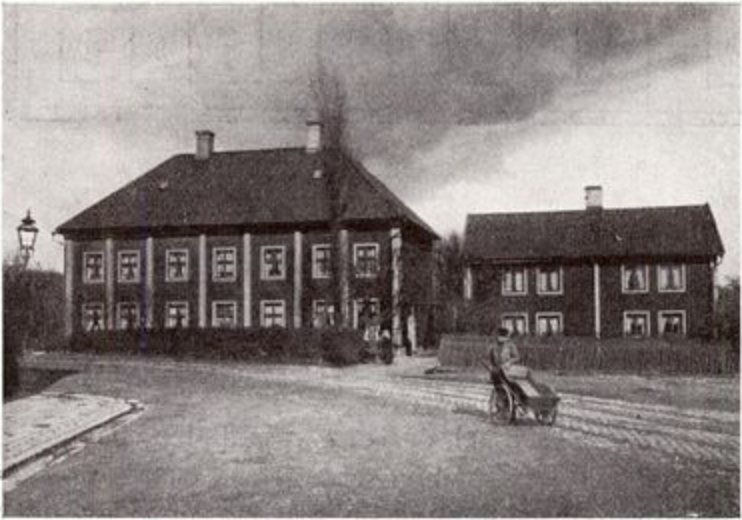
Gamla fattighuset fotograferat kring 1900. Det mindre huset till höger är idag rivet.

Mariagården ligger utmed Fattighusån med kyrkan strax i öster. Norr om byggnaden ligger Stampens kyrkogård. Den ingår, tillsammans med tidigare barnhuset, i ett socialhistoriskt sammanhang. Invid kanalen finns ett par äldre lindar.
Byggnaden är ett av få bevarade exempel på den typ av stora hus som var vanliga innanför och utanför vallgraven på 1700-talet. Den tidstypiska karolinska exteriörens ornament, smårutiga fönster och branta tegeltak, speglar ett Göteborg före de bränder, som ödelade stora delar av staden. Mariagården betraktas som Göteborgs äldsta bevarade trähus.

## Historik

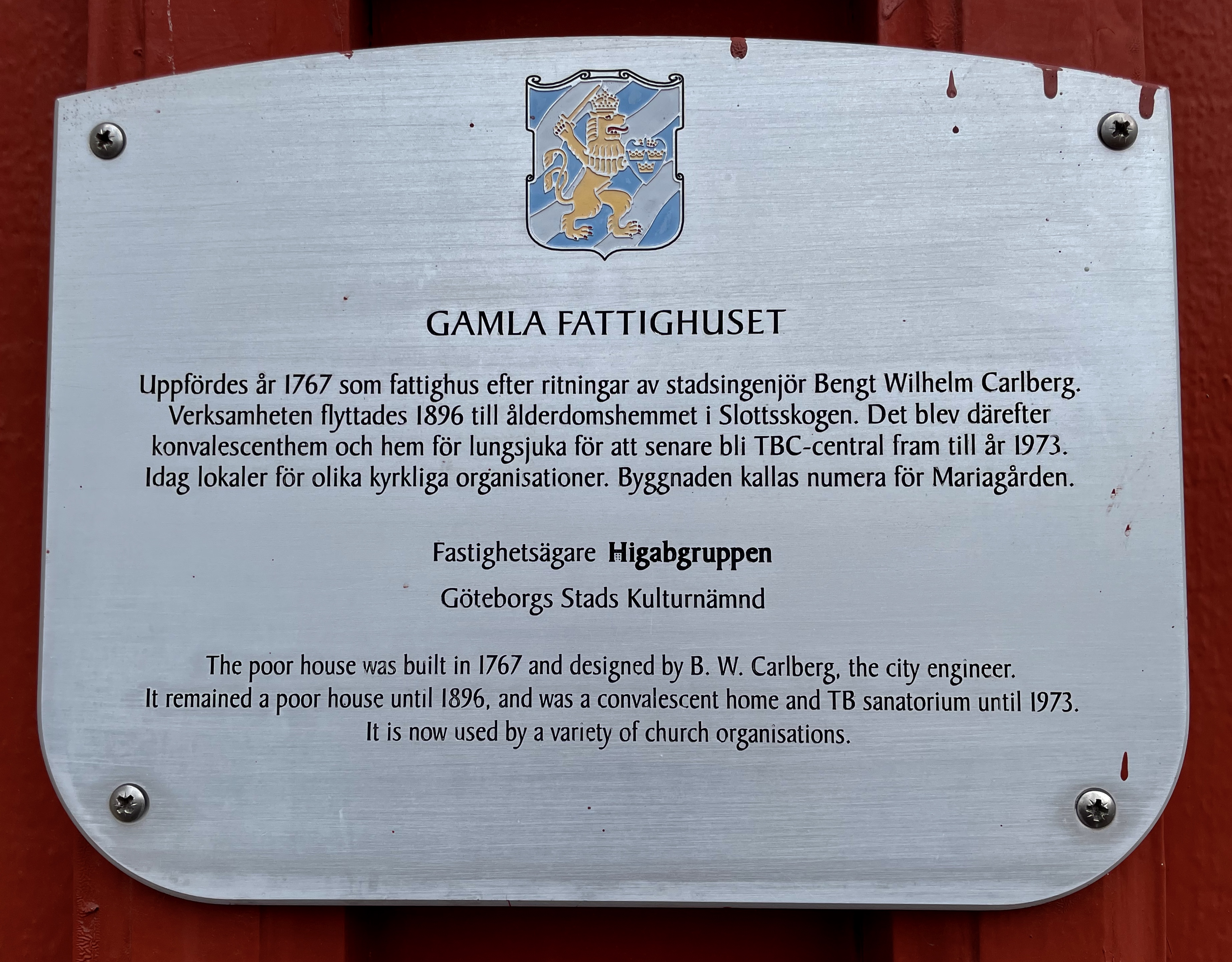
Skylt på fasaden av Mariagården.

År 1641 invigde greve Per Brahe den 900 meter långa kanalen mellan Mölndalsån och Vallgraven. Den kom senare att kallas Fattighusån.
På den nuvarande byggnadens plats låg tidigare en klädesfabrik, som inrättades till fattighus 1726. Detta om- och tillbyggdes 1767 efter ritningar av stadsingenjören Bengt Wilhelm Carlberg. Byggnaden, uppförd i två våningar av panelat timmer, är rödfärgad och har valmat, tegeltäckt tak.
Vid samma tid som om- och nybyggnaden av nuvarande fattighuset, uppfördes en träkyrka och en liten kyrkogård anlades. Fattighuset inrymde då cirka 200 personer. År 1815 uppfördes Mariakyrkan i sten efter ritningar av Carl Wilhelm Carlberg. Fattighuset var i bruk till 1818 då det ändrades till "ett hem huvudsakligen för fattiga ur borgarklassen". Karaktären på fattighuset förändrades efter hand. Eftersom alla hjonen var lungsjuka blev byggnaden med tiden ett renodlat lungsjukhus. Den siste patienten lämnade sjukhuset 1939. 

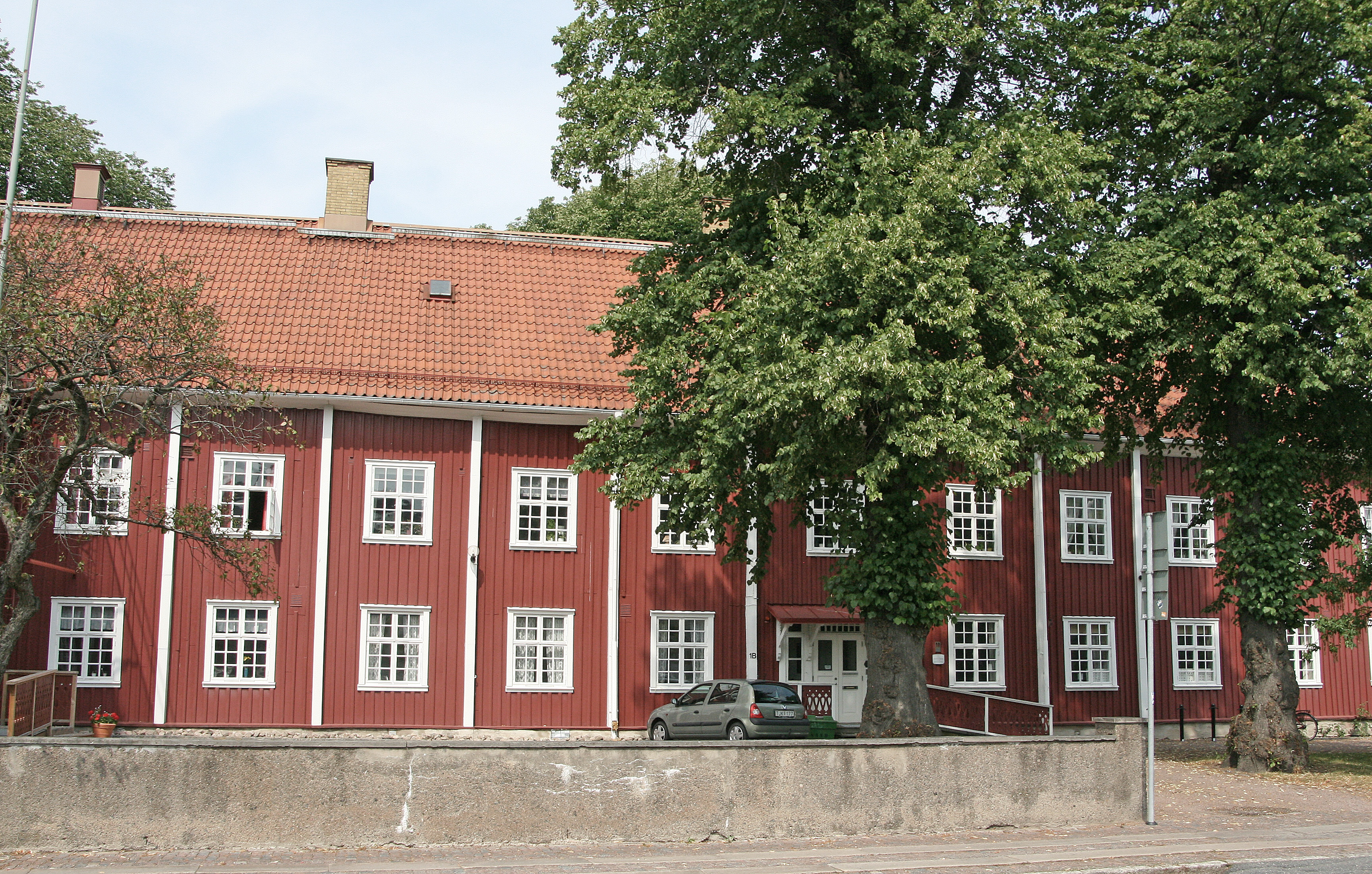
Till höger i bild syns en av lindarna i trädallén vid Mariagården.

Flera andra sociala inrättningar låg i närheten; stadens barnhus, Willinska fattigfriskolan och Tukt- och spinnhuset. Fattighusverksamheten fanns kvar på platsen till 1892. I början av 1900-talet användes huset som vilohem för lungsjuka.
År 1928 flyttade Göteborgs dispensär in i huset. Det är under namnet Dispensären, som många äldre göteborgare känner byggnaden. Denna verksamhet fanns kvar i huset fram till 1976. Det var först när Domkyrkoförsamlingen blev ny hyresgäst, som namnet ändrades till Mariagården.
År 1772 planterades en lindallé utmed kanalen. En del av de ursprungliga lindarna finns kvar än idag och är därmed de äldsta planterade träden i Göteborg. Mariakyrkan, som ligger intill, är från 1815 och hette tidigare Fattighuskyrkan. Ännu ett minne från fattighustiden är den närbelägna Stampens kyrkogård, en sammanslagning av den forna fattighuskyrkogården och Göteborgs Nya kyrkogård från 1804.